# Xã Woods, Quận Chippewa, Minnesota
Xã Woods (tiếng Anh: Woods Township) là một xã thuộc quận Chippewa, tiểu bang Minnesota, Hoa Kỳ. Năm 2010, dân số của xã này là 227 người.